# 芳村五郎治 (2代目)
二代目芳村五郎治（よしむら ごろうじ、1901年7月25日 - 1993年11月25日）は中村吉右衛門劇団などで活躍した長唄唄方の名人。愛知県名古屋市生まれ。本名は川原弘。長男は重要無形文化財保持者（人間国宝）7代目鳥羽屋里長（長唄豊後節三味線方）。

## 経歴
- 1901年7月25日 愛知県名古屋市に生まれる。
- 1912年 11歳の時、上京し日本橋で櫛屋の若旦那として過ごす。
- 1924年 関東大震災で家が焼失し趣味であった長唄で生計を立てることを決意。
- 1923年 六代目芳村伊十郎に入門。伊十郎のほか三代目杵屋栄蔵などに師事する。
- 1926年 芳村伊千十郎の名で初代中村吉右衛門一座の座附となる。
- 1950年 芳村五郎治を襲名。
- 1982年 長唄協会会長に就任。歌舞伎座邦楽部長、伝統歌舞伎保存会理事など多数歴任。
- 1988年 中村歌右衛門 (六世)と中村芝翫 (七世)の「京鹿子娘二人道成寺」にタテ唄として出演。中村歌右衛門 (六世)の一世一代の演目であった。
- 1993年 NHK新春檜舞台に出演。船弁慶を朗々とうたいあげた。
- 1993年11月25日 死去。享年92。

## 受賞・栄典等
- 1974年 勲五等双光旭日章受章。
- 1981年 重要無形文化財保持者に各個認定（人間国宝）。
- 1985年
  - 勲四等旭日小綬章受章。
  - 日本芸術院会員。
- 1988年 東京都名誉都民。

## 家系
- 妻 - 杵屋栄和香（三味線方）
- 長男 - 7代目鳥羽屋里長（長唄豊後節唄方）
- 孫 - 3代目鳥羽屋三右衛門（長唄豊後節唄方）

## CD

### アルバム
- 長唄大全集 - 1995年6月16日発売、EMIミュージック・ジャパン、TOCF-9001/30[1]
- 新鹿の子 - 1990年3月21日発売、EMIミュージック・ジャパン、TOCF-4005[2]
- 二人猩々 - 1990年3月21日、EMIミュージック・ジャパン、TOCF-4006[3]
- 汐汲 - 1990年3月21日、EMIミュージック・ジャパン、TOCF-4008[4]
- 越後獅子 - 1990年3月21日、EMIミュージック・ジャパン、TOCF-4009[5]